# Peter Brown (historyk)
Peter Robert Lamont Brown (ur. 26 lipca 1935 w Dublinie) – irlandzki historyk specjalizujący się w mediewistyce. Badacz dziejów i kultury późnej starożytności oraz wczesnego średniowiecza.

## Życiorys
Urodził się w 1935 roku w Dublinie, stolicy Irlandii. W 1956 roku uzyskał na Uniwersytecie Oxfordzkim tytuł bachelor’s degree z historii. Był profesorem uniwersytetów w Oxfordzie, Berkeley, Londynie i Princeton. W 2008 roku odebrał Nagrodę Klugego, a trzy lata później Nagrodę Balzana.

## Publikacje przełożone na język polski
Lista:
- Świat późnego antyku. Od Marka Aureliusza do Mahometa,  przeł. Alicja Podzielna, Warszawa: „Czytelnik” 1991.
- Augustyn z Hippony, seria Biografie Sławnych Ludzi, przeł. Witold Radwański, Warszawa: Państwowy Instytut Wydawniczy 1993.
- Historia życia prywatnego, t. 1: Od Cesarstwa Rzymskiego do roku tysięcznego, przeł. z fr. Krystyna Arustowicz, Maria Rostworowska, Wrocław: Zakład Narodowy im. Ossolińskich 1998 (wyd. 2 – 2005).
- Narodziny zachodniego chrześcijaństwa, Warszawa: Wydawnictwo Krąg – Oficyna Wydawnicza Volumen 2000.
- Ciało i społeczeństwo. Mężczyźni, kobiety i abstynencja seksualna we wczesnym chrześcijaństwie, przeł. Ireneusz Kania,  	Kraków: Wydawnictwo Homini 2006.
- Kult świętych: narodziny i rola w chrześcijaństwie łacińskim, przeł. Jacek Partyka, Kraków: Wydawnictwo Uniwersytetu Jagiellońskiego 2007.